# 公共用飛行場周辺における航空機騒音による障害の防止等に関する法律
公共用飛行場周辺における航空機騒音による障害の防止等に関する法律（こうきょうようひこうじょうしゅうへんにおけるこうくうきそうおんによるしょうがいのぼうしとうにかんするほうりつ、昭和42年8月1日法律第110号）は、空港周辺の航空機騒音対策に関する日本の法律である。
1967年（昭和42年）8月1日に公布された。

## 概要
公共用飛行場の周辺における航空機の騒音により生ずる障害の防止、頻繁な航空機の離着陸によって生ずる損失の補償等について定めることにより、関係住民の生活の安定及び福祉の向上に寄与することを目的としている。

## 構成
- 第一章 総則（第一条・第二条）
- 第二章 航空機騒音による障害の防止等（第三条 - 第十七条）
- 第三章 独立行政法人空港周辺整備機構
  - 第一節 総則（第十八条 - 第二十二条）
  - 第二節 役員及び職員（第二十三条 - 第二十七条）
  - 第三節 業務等（第二十八条 - 第三十三条）
  - 第四節 雑則（第三十四条 - 第三十八条）
- 第四章 雑則（第三十九条 - 第四十三条）
- 第五章 罰則（第四十四条・第四十五条）
- 附則

## 移転補償等
航空機の騒音により生ずる障害が特に著しいと認めて国土交通大臣が指定する区域については、建物等の所有者がその区域以外の地域に移転する場合の損失補償や、土地の所有者が申し出た場合の買い入れが特定飛行場（公共用飛行場のうち、騒音等による障害が著しいと認められたもの）の設置者に認められている。この移転補償については、租税特別措置法に基づく優遇税制の適用が受けられる。